# 沃洛吉斯五世
沃洛吉斯五世（？—208年），是自公元191年至公元208年的安息帝國王中之王，在即安息帝國王位前則是自公元180年至公元191年的亞美尼亞王國國王（稱沃洛吉斯二世）。除了他在189年把自己的兒子勒夫一世扶上高加索伊比利亞王國王位一事以外，世人對有關於沃洛吉斯在亞美尼亞王位期間的事跡所知不多。191年，沃洛吉斯繼承其父沃洛吉斯四世的安息帝國王位。沃洛吉斯究竟是以和平的方法抑或通過内戰得到安息帝國王位至今仍未確定。在繼承安息帝國王位後，沃洛吉斯將亞美尼亞王位傳予自己的另一個兒子霍斯羅夫一世。
沃洛吉斯在安息帝國王位期間與羅馬帝國爆發戰爭，戰爭由195年持續到202年，並導致安息帝國的首都泰西封被短暫佔領，而羅馬帝國也因此得以重申其在亞美尼亞和美索不达米亚北部的統治權。同時，安息帝國國内也出現了動亂，當時伊朗本地王公帕帕克佔領了南部波西斯地區的首府伊什塔克爾。

## 名諱
「沃洛吉斯」一詞是安息語中的一詞的希臘文和拉丁文版本。該詞在現代波斯语作「Balāsh」，而在中古波斯语則作「Wardākhsh」或「Walākhsh」。該詞語源不明，惟斐迪南·尤斯蒂則主張該詞的原始形態為「Walagaš」，而其本身則為意解「力量」（「varəda」）和「英俊」（「gaš」，現代波斯語作「geš」）的兩詞的合成詞。

## 統治

### 亞美尼亞王國國王
沃洛吉斯在早年在索赫姆斯手上接過了亞美尼亞的王位。在1世紀和2世紀，亞美尼亞王國國王通常由安息帝國君主的近親出任，並擁有「亞美尼亞大王」的頭銜。根據5世紀亞美尼亞歷史學家阿伽桑格羅斯的説法，亞美尼亞王國國王在安息帝國擁有僅次於安息帝國君主的地位，惟現代歷史學家李·E·帕特森（Lee E. Patterson）則認為阿伽桑格羅斯可能誇大了亞美尼亞在當時的重要性。與此前的8位統治亞美尼亞的阿薩希德王朝王子不同，沃洛吉斯成功確保其後代能保有亞美尼亞王位，而他的後代將繼續統治亞美尼亞，直至428年萨珊王朝滅亞美尼亞為止。沃洛吉斯在亞美尼亞王國國王位期間，他在189年把自己和法納瓦茲德王朝國王阿姆扎斯普二世的姐妹所生的兒子勒夫一世扶上高加索伊比利亞王國王位。他的後代將繼續統治高加索伊比利亞王國，直至284年由同由阿薩希德王朝所出的米赫蘭王朝取代為止。

### 安息帝國君主
191年，其父王沃洛吉斯四世駕崩，沃洛吉斯隨即繼承安息帝國王位，並將亞美尼亞的王位傳予其子霍斯羅夫一世。沃洛吉斯究竟是以和平的方法抑或通過內戰得到安息帝國王位至今仍未確定。沃洛吉斯的繼位並非毫無爭議的，當時其對立君主奧斯羅埃斯二世在其父王駕崩前已在米底自立為王，不過沃洛吉斯似乎很快就平定了内亂。

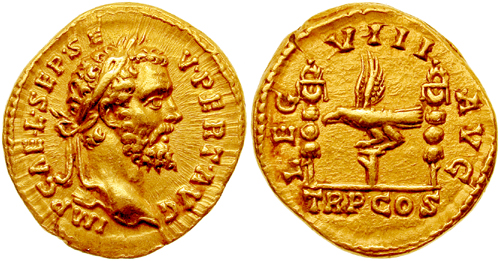
羅馬皇帝塞普蒂米烏斯·塞維魯的硬幣

沃洛吉斯在五帝之年期間支持羅馬皇帝佩斯切尼乌斯·奈哲尔與塞普蒂米烏斯·塞維魯爭奪帝位。此外，沃洛吉斯也干預了羅馬帝國在美索不達米亞北部的屬國阿迪亚波纳和奥斯若恩的事務。因此，最後奪得羅馬皇帝位的塞普蒂米烏斯·塞維魯在195年進攻安息帝國。塞普蒂米烏斯·塞維魯攻入美索不達米亞，使奧斯若恩成為羅馬帝國的行省，並在199年佔領安息帝國的首都泰西封。同時，安息帝國的米底和波西斯地區也爆發了動亂。塞普蒂米烏斯·塞維魯更因此自稱為“安息的偉大勝利者”（Parthicus Maximus）。然而，由於糧食供應和增援不足，塞普蒂米烏斯·塞維魯無法維持他對安息帝國的征服。塞普蒂米烏斯·塞維魯因而撤軍，而在撤軍期間，他曾兩度企圖征服由阿拉伯人控制的要塞哈特拉，但均告失敗。塞提米烏斯·塞維魯斯最後撤軍至敘利亞。
202年，兩國恢復了和平，而羅馬帝國得以重申其在亞美尼亞和美索不達米亞北部的統治權。伊朗學家圖拉伊·達里亞伊（Touraj Daryaee）稱沃洛吉斯在位期間是“安息帝國歷史上的轉捩點，是安息帝國失去其大部分聲望的時期”。波西斯諸王也因此不能再依賴其弱勢的安息帝國主公。在205年和206年間，波西斯地區的王公帕帕克發動叛變推翻了他的主公哥奇爾，並佔領了波西斯地區的首府伊什塔克爾。帕帕克的兒子阿尔达希尔一世後來延續了帕帕克的征服行動，並在224年推翻安息帝國、建立薩珊王朝。
沃洛吉斯於208年駕崩，並由其子沃洛吉斯六世繼位，但他的另一個兒子阿尔达班四世在幾年後就篡奪其兄弟的王位，並因此引發了内战。

## 家族
| 白色 |

| 綠色 |

| 藍色 |

| 黃色 |

|                                  |                                  |                                  |                                  |                                              |                                              |                                              |                                              |                                              |                                              |                                |                                |                                                              |                                                              |                                                              |                                                              |                                                              |                                                              |                                |                                |                                                |                                                |                                                |                                                |                                                |                                                |                                |                                |                                |                                |  |  |  |  |  |  |  |  |  |  |  |  |
|                                  |                                  |                                  |                                  |                                              |                                              |                                              |                                              |                                              |                                              |                                |                                |                                                              |                                                              |                                                              |                                                              |                                                              |                                                              |                                |                                |                                                |                                                |                                                |                                                |                                                |                                                |                                |                                |                                |                                |  |  |  |  |  |  |  |  |  |  |  |  |
|                                  |                                  |                                  |                                  |                                              |                                              |                                              |                                              |                                              |                                              |                                |                                | 安息帝國 王中之王 （爭位者） 米特里達梯 五世                 | 安息帝國 王中之王 （爭位者） 米特里達梯 五世                 | 安息帝國 王中之王 （爭位者） 米特里達梯 五世                 | 安息帝國 王中之王 （爭位者） 米特里達梯 五世                 | 安息帝國 王中之王 （爭位者） 米特里達梯 五世                 | 安息帝國 王中之王 （爭位者） 米特里達梯 五世                 |                                |                                | 安息帝國 王中之王 （爭位者） 奧斯羅埃斯 一世   | 安息帝國 王中之王 （爭位者） 奧斯羅埃斯 一世   | 安息帝國 王中之王 （爭位者） 奧斯羅埃斯 一世   | 安息帝國 王中之王 （爭位者） 奧斯羅埃斯 一世   | 安息帝國 王中之王 （爭位者） 奧斯羅埃斯 一世   | 安息帝國 王中之王 （爭位者） 奧斯羅埃斯 一世   |                                |                                |                                |                                |  |  |  |  |  |  |  |  |  |  |  |  |
|                                  |                                  |                                  |                                  |                                              |                                              |                                              |                                              |                                              |                                              |                                |                                | 安息帝國 王中之王 （爭位者） 米特里達梯 五世                 | 安息帝國 王中之王 （爭位者） 米特里達梯 五世                 | 安息帝國 王中之王 （爭位者） 米特里達梯 五世                 | 安息帝國 王中之王 （爭位者） 米特里達梯 五世                 | 安息帝國 王中之王 （爭位者） 米特里達梯 五世                 | 安息帝國 王中之王 （爭位者） 米特里達梯 五世                 |                                |                                | 安息帝國 王中之王 （爭位者） 奧斯羅埃斯 一世   | 安息帝國 王中之王 （爭位者） 奧斯羅埃斯 一世   | 安息帝國 王中之王 （爭位者） 奧斯羅埃斯 一世   | 安息帝國 王中之王 （爭位者） 奧斯羅埃斯 一世   | 安息帝國 王中之王 （爭位者） 奧斯羅埃斯 一世   | 安息帝國 王中之王 （爭位者） 奧斯羅埃斯 一世   |                                |                                |                                |                                |  |  |  |  |  |  |  |  |  |  |  |  |
|                                  |                                  |                                  |                                  |                                              |                                              |                                              |                                              |                                              |                                              |                                |                                |                                                              |                                                              |                                                              |                                                              |                                                              |                                                              |                                |                                |                                                |                                                |                                                |                                                |                                                |                                                |                                |                                |                                |                                |  |  |  |  |  |  |  |  |  |  |  |  |
|                                  |                                  |                                  |                                  | 安息帝國 王中之王 （爭位者） 薩納特魯斯 二世 | 安息帝國 王中之王 （爭位者） 薩納特魯斯 二世 | 安息帝國 王中之王 （爭位者） 薩納特魯斯 二世 | 安息帝國 王中之王 （爭位者） 薩納特魯斯 二世 | 安息帝國 王中之王 （爭位者） 薩納特魯斯 二世 | 安息帝國 王中之王 （爭位者） 薩納特魯斯 二世 |                                |                                | 安息帝國 王中之王 沃洛吉斯四世                               | 安息帝國 王中之王 沃洛吉斯四世                               | 安息帝國 王中之王 沃洛吉斯四世                               | 安息帝國 王中之王 沃洛吉斯四世                               | 安息帝國 王中之王 沃洛吉斯四世                               | 安息帝國 王中之王 沃洛吉斯四世                               |                                |                                | 安息帝國 王中之王 （爭位者） 帕爾塔馬斯 帕提斯 | 安息帝國 王中之王 （爭位者） 帕爾塔馬斯 帕提斯 | 安息帝國 王中之王 （爭位者） 帕爾塔馬斯 帕提斯 | 安息帝國 王中之王 （爭位者） 帕爾塔馬斯 帕提斯 | 安息帝國 王中之王 （爭位者） 帕爾塔馬斯 帕提斯 | 安息帝國 王中之王 （爭位者） 帕爾塔馬斯 帕提斯 |                                |                                |                                |                                |  |  |  |  |  |  |  |  |  |  |  |  |
|                                  |                                  |                                  |                                  | 安息帝國 王中之王 （爭位者） 薩納特魯斯 二世 | 安息帝國 王中之王 （爭位者） 薩納特魯斯 二世 | 安息帝國 王中之王 （爭位者） 薩納特魯斯 二世 | 安息帝國 王中之王 （爭位者） 薩納特魯斯 二世 | 安息帝國 王中之王 （爭位者） 薩納特魯斯 二世 | 安息帝國 王中之王 （爭位者） 薩納特魯斯 二世 |                                |                                | 安息帝國 王中之王 沃洛吉斯四世                               | 安息帝國 王中之王 沃洛吉斯四世                               | 安息帝國 王中之王 沃洛吉斯四世                               | 安息帝國 王中之王 沃洛吉斯四世                               | 安息帝國 王中之王 沃洛吉斯四世                               | 安息帝國 王中之王 沃洛吉斯四世                               |                                |                                | 安息帝國 王中之王 （爭位者） 帕爾塔馬斯 帕提斯 | 安息帝國 王中之王 （爭位者） 帕爾塔馬斯 帕提斯 | 安息帝國 王中之王 （爭位者） 帕爾塔馬斯 帕提斯 | 安息帝國 王中之王 （爭位者） 帕爾塔馬斯 帕提斯 | 安息帝國 王中之王 （爭位者） 帕爾塔馬斯 帕提斯 | 安息帝國 王中之王 （爭位者） 帕爾塔馬斯 帕提斯 |                                |                                |                                |                                |  |  |  |  |  |  |  |  |  |  |  |  |
|                                  |                                  |                                  |                                  |                                              |                                              |                                              |                                              |                                              |                                              |                                |                                |                                                              |                                                              |                                                              |                                                              |                                                              |                                                              |                                |                                |                                                |                                                |                                                |                                                |                                                |                                                |                                |                                |                                |                                |  |  |  |  |  |  |  |  |  |  |  |  |
|                                  |                                  |                                  |                                  | 亞美尼亞 王國國王 帕科羅斯                   | 亞美尼亞 王國國王 帕科羅斯                   | 亞美尼亞 王國國王 帕科羅斯                   | 亞美尼亞 王國國王 帕科羅斯                   | 亞美尼亞 王國國王 帕科羅斯                   | 亞美尼亞 王國國王 帕科羅斯                   |                                |                                | 安息帝國 王中之王 沃洛吉斯五世亞美尼亞 王國國王 沃洛吉斯二世 | 安息帝國 王中之王 沃洛吉斯五世亞美尼亞 王國國王 沃洛吉斯二世 | 安息帝國 王中之王 沃洛吉斯五世亞美尼亞 王國國王 沃洛吉斯二世 | 安息帝國 王中之王 沃洛吉斯五世亞美尼亞 王國國王 沃洛吉斯二世 | 安息帝國 王中之王 沃洛吉斯五世亞美尼亞 王國國王 沃洛吉斯二世 | 安息帝國 王中之王 沃洛吉斯五世亞美尼亞 王國國王 沃洛吉斯二世 |                                |                                |                                                |                                                |                                                |                                                |                                                |                                                |                                |                                |                                |                                |  |  |  |  |  |  |  |  |  |  |  |  |
|                                  |                                  |                                  |                                  | 亞美尼亞 王國國王 帕科羅斯                   | 亞美尼亞 王國國王 帕科羅斯                   | 亞美尼亞 王國國王 帕科羅斯                   | 亞美尼亞 王國國王 帕科羅斯                   | 亞美尼亞 王國國王 帕科羅斯                   | 亞美尼亞 王國國王 帕科羅斯                   |                                |                                | 安息帝國 王中之王 沃洛吉斯五世亞美尼亞 王國國王 沃洛吉斯二世 | 安息帝國 王中之王 沃洛吉斯五世亞美尼亞 王國國王 沃洛吉斯二世 | 安息帝國 王中之王 沃洛吉斯五世亞美尼亞 王國國王 沃洛吉斯二世 | 安息帝國 王中之王 沃洛吉斯五世亞美尼亞 王國國王 沃洛吉斯二世 | 安息帝國 王中之王 沃洛吉斯五世亞美尼亞 王國國王 沃洛吉斯二世 | 安息帝國 王中之王 沃洛吉斯五世亞美尼亞 王國國王 沃洛吉斯二世 |                                |                                |                                                |                                                |                                                |                                                |                                                |                                                |                                |                                |                                |                                |  |  |  |  |  |  |  |  |  |  |  |  |
|                                  |                                  |                                  |                                  |                                              |                                              |                                              |                                              |                                              |                                              |                                |                                |                                                              |                                                              |                                                              |                                                              |                                                              |                                                              |                                |                                |                                                |                                                |                                                |                                                |                                                |                                                |                                |                                |                                |                                |  |  |  |  |  |  |  |  |  |  |  |  |
| 高加索伊比利亞 王國國王 勒夫一世 | 高加索伊比利亞 王國國王 勒夫一世 | 高加索伊比利亞 王國國王 勒夫一世 | 高加索伊比利亞 王國國王 勒夫一世 | 高加索伊比利亞 王國國王 勒夫一世             | 高加索伊比利亞 王國國王 勒夫一世             |                                              |                                              | 亞美尼亞 王國國王 霍斯羅夫一世               | 亞美尼亞 王國國王 霍斯羅夫一世               | 亞美尼亞 王國國王 霍斯羅夫一世 | 亞美尼亞 王國國王 霍斯羅夫一世 | 亞美尼亞 王國國王 霍斯羅夫一世                               | 亞美尼亞 王國國王 霍斯羅夫一世                               |                                                              |                                                              | 安息帝國 王中之王 沃洛吉斯六世                               | 安息帝國 王中之王 沃洛吉斯六世                               | 安息帝國 王中之王 沃洛吉斯六世 | 安息帝國 王中之王 沃洛吉斯六世 | 安息帝國 王中之王 沃洛吉斯六世                 | 安息帝國 王中之王 沃洛吉斯六世                 |                                                |                                                | 安息帝國 王中之王 阿尔达班四世                 | 安息帝國 王中之王 阿尔达班四世                 | 安息帝國 王中之王 阿尔达班四世 | 安息帝國 王中之王 阿尔达班四世 | 安息帝國 王中之王 阿尔达班四世 | 安息帝國 王中之王 阿尔达班四世 |  |  |  |  |  |  |  |  |  |  |  |  |
| 高加索伊比利亞 王國國王 勒夫一世 | 高加索伊比利亞 王國國王 勒夫一世 | 高加索伊比利亞 王國國王 勒夫一世 | 高加索伊比利亞 王國國王 勒夫一世 | 高加索伊比利亞 王國國王 勒夫一世             | 高加索伊比利亞 王國國王 勒夫一世             |                                              |                                              | 亞美尼亞 王國國王 霍斯羅夫一世               | 亞美尼亞 王國國王 霍斯羅夫一世               | 亞美尼亞 王國國王 霍斯羅夫一世 | 亞美尼亞 王國國王 霍斯羅夫一世 | 亞美尼亞 王國國王 霍斯羅夫一世                               | 亞美尼亞 王國國王 霍斯羅夫一世                               |                                                              |                                                              | 安息帝國 王中之王 沃洛吉斯六世                               | 安息帝國 王中之王 沃洛吉斯六世                               | 安息帝國 王中之王 沃洛吉斯六世 | 安息帝國 王中之王 沃洛吉斯六世 | 安息帝國 王中之王 沃洛吉斯六世                 | 安息帝國 王中之王 沃洛吉斯六世                 |                                                |                                                | 安息帝國 王中之王 阿尔达班四世                 | 安息帝國 王中之王 阿尔达班四世                 | 安息帝國 王中之王 阿尔达班四世 | 安息帝國 王中之王 阿尔达班四世 | 安息帝國 王中之王 阿尔达班四世 | 安息帝國 王中之王 阿尔达班四世 |  |  |  |  |  |  |  |  |  |  |  |  |
| 高加索 伊比利亞 阿薩希德王朝     | 高加索 伊比利亞 阿薩希德王朝     | 高加索 伊比利亞 阿薩希德王朝     | 高加索 伊比利亞 阿薩希德王朝     | 高加索 伊比利亞 阿薩希德王朝                 | 高加索 伊比利亞 阿薩希德王朝                 |                                              |                                              | 亞美尼亞 阿薩希德王朝                        | 亞美尼亞 阿薩希德王朝                        | 亞美尼亞 阿薩希德王朝          | 亞美尼亞 阿薩希德王朝          | 亞美尼亞 阿薩希德王朝                                        | 亞美尼亞 阿薩希德王朝                                        |                                                              |                                                              |                                                              |                                                              |                                |                                |                                                |                                                |                                                |                                                |                                                |                                                |                                |                                |                                |                                |  |  |  |  |  |  |  |  |  |  |  |  |

## 腳注
1. 1 2 3 4 5  Chaumont & Schippmann 1988，第574–580頁.
2. 1 2 3  Toumanoff 1986，第543–546頁.
3. 1 2  Patterson 2013，第180–181頁.
4. ↑  Russell 1987，第161頁.
5. ↑  Lang 1983，第517頁.
6. ↑  Patterson 2013，第180, 188頁.
7. ↑  Patterson 2013，第188頁.
8. ↑  Rapp 2014，第240頁.
9. ↑  Rapp 2017，第240頁.
10. ↑  Patterson 2013，第181（另見註釋18）頁.
11. ↑  Sellwood 1983，第297頁.
12. 1 2 3  Dąbrowa 2012，第177頁.
13. 1 2 3 4  Daryaee 2010，第249頁.
14. ↑  Dąbrowa 2012，第187頁.
15. ↑  Daryaee 2012，第187頁.
16. ↑  Patterson 2013，第177頁.

## 延伸閲讀
- Kia, Mehrdad. . ABC-CLIO. 2016. ISBN 978-1610693912.（2冊）
- Rezakhani, Khodadad. . Potts, Daniel T.  (编). . Oxford University Press. 2013. ISBN 978-0199733309.

| 沃洛吉斯五世                 | 沃洛吉斯五世                                     | 沃洛吉斯五世                 |
| ---------------------------- | ------------------------------------------------ | ---------------------------- |
| 前任者： 沃洛吉斯四世 （父） | 安息帝國王中之王 （列表） 191年－208年           | 繼任者： 沃洛吉斯六世 （子） |
| 前任者： 索赫姆斯            | 亞美尼亞王國國王 180年－191年 （稱沃洛吉斯二世） | 繼任者： 霍斯羅夫一世 （子） |